# Pseudohemiculter pacboensis
Pseudohemiculter pacboensis és una espècie de peix cipriniforme de la família dels ciprínids que es troba al Vietnam.